# Codi obert (pel·lícula)
Unlocked és una pel·lícula britànicoestatunidenca de suspens. Fou dirigida per Michael Apted i escrita per Peter O'Brien. Els protagonistes són Noomi Rapace, Orlando Bloom, Michael Douglas, John Malkovich i Toni Collette. Va ser estrenada al Regne Unit el 5 de maig de 2017 per Lionsgate. Ha estat doblada al català.

## Argument
L'agent de la CIA Alice Racine, turmentada per un error del passat, descobreix que uns terroristes planegen un atac amb armes biològiques a Londres. Mentre tracta d'evitar-ho tot mirant de sobreviure dels seus perseguidors, es troba amb un antic soldat que li ofereix la seva ajuda. Poc a poc anirà descobrint una potent conspiració i que no es pot fiar de ningú.

## Repartiment
- Noomi Rapace[2] com Alice Racine
- Orlando Bloom[3] com Jack Alcott
- Michael Douglas com Eric Lasch
- John Malkovich[4] com Bob Hunter
- Toni Collette com Emily Knowles
- Brian Casp com Ed Romley
- Matthew Marsh com Frank Sutter
- Michael Epp com David Mercer
- Philip Brodie com John Wilson
- Tosin Col·le com Amjad
- Jessica Boone com a assistent de Romley
- Adelayo Adedayo com Noma
- Makram Khoury com Imam Yazid Khaleel

## Producció
El 23 de setembre de 2010, Warner Bros. va optar per la pel·lícula, amb Lorenzo di Bonaventura triat per produir. El 7 d'abril de 2014, Noomi Rapace es va unir a l'elenc, amb Mikael Håfström a punt de dirigir. El 7 de setembre de 2014, Michael Douglas i Orlando Bloom es van unir al repartiment. El 6 de novembre de 2014, John Malkovich i Toni Collette es van incorporar a la pel·lícula. El rodatge va començar el 3 de novembre de 2014 i va finalitzar el 17 de gener de 2015.

## Estrena
La pel·lícula va ser estrenada en el Regne Unit el 5 de maig de 2017 per Lionsgate. La pel·lícula es va estrenar als Estats Units l'1 de setembre de 2017.

## Recepció
Unlocked ha rebut ressenyes mixtes a negatives de part de la crítica i de l'audiència. En el lloc web especialitzat Rotten Tomatoes, la pel·lícula posseeix una aprovació de 25 %, basada en 53 ressenyes, amb una qualificació de 4,2/10 i amb un consens crític que diu: "Unlocked porta a un repartiment estelar en un thriller d'espies l'adopció dels quals de la fórmula de la vella escola podria ser refrescant si no estigués embussat en els clixés de gènere i una trama predictible." De part de l'audiència té una aprovació de 41 %, basada en 1485 vots, amb una qualificació de 3,0/5.
El lloc web Metacritic li ha donat a la pel·lícula una puntuació de 46 de 100, basada en 15 ressenyes, indicant "ressenyes mixtes". En el lloc IMDb els usuaris li han donat una qualificació de 6,2/10, sobre la base de 25938 vots. A la pàgina FilmAffinity la cinta té una qualificació de 5,2/10, basada en 997 vots.